# 北九州市漫画ミュージアム
北九州市漫画ミュージアム（きたきゅうしゅうしマンガミュージアム、英:  Kitakyushu City Manga Museum ）は、福岡県北九州市小倉北区浅野二丁目にある、あるあるCityという商業施設の5階・6階にある漫画博物館。
漫画文化の魅力を国内外へ向けて広く発信するとともに、街の個性づくり及びにぎわい創出を図る拠点として2012年8月3日に開館。北九州にゆかりのある漫画家の漫画原画を約10万点収蔵（2021年現在）、また過去の代表的作品から現代の人気作品まで約7万冊の漫画資料を所蔵している。

## 概要
北九州市にゆかりのある漫画家を中心に、幅広く漫画作品と関連資料を収集・保存し、漫画の特性や魅力を伝えていくための研究を行う漫画文化の拠点施設として、2012年に開館した。
館内は、「見る」「読む」「描く」の３つのテーマで構成されている。
常設展示では、北九州市にゆかりのある漫画家の紹介、漫画の歴史や独特の表現方法、流通など、漫画の仕組みを紹介している。
「閲覧（よむ）ゾーン」では、過去の代表的作品から現代の人気作品まで約７万冊の蔵書を自由に読むことができる。ただし本はすべて閲覧のみで、貸出は行っていない。
イベントコーナーでは月に２回、プロの道具を使用して漫画を描くことができる「漫画体験」や「漫画スクール」が開催されている。

## 歴史
- 2012年（平成24年）
  - 8月3日、北九州市漫画ミュージアムが開館（名誉館長・松本零士）。同年、「漫画体験」、「漫画スクール」開始[8]。
- 2013年（平成25年）
  - 8月3日、開館1周年記念特別トークショー「キャプテンハーロック復活祭」開催[9]。16日、累計来場者10万人に達する。
  - 12月6日、西日本新聞北九州版にてコラム「出会い探検マンガミュージアム」を連載開始[10]。
- 2021年（令和３年）
  - 6月30日、松本零士が名誉館長を退任する[11]。
- 2022年（令和４年）
  - 4月1日、わたせせいぞうが名誉館長に就任する[12][13]。
  - 8月3日、開館10周年を迎える[14]。
- 2024年
  - 8月28日、累計来場者数が100万人に達する[15]。

## イベント
漫画体験
月2回、漫画の模写やぬりえ、アシスタント体験など、初心者から楽しめる漫画体験教室を開催している。
漫画スクール
月2回、プロの漫画家を講師とした漫画の描き方を本格に学べる体験教室を開催している。
学芸員と巡るギャラリーツアー
年に４回程度開催されている企画展示に併せて、学芸員による常設展示と企画展示のギャラリートークを開催している。
漫画読書会
奇数月の第三金曜日に漫画について参加者同士で語る読書会を開催している。

## 利用案内
開館時間
11:00 - 19:00（最終入館時間18：30）
休館日
火曜日（祝日の場合は翌平日）、年末年始など
入館料金（常設展）
一般 480円 / 中高生 240円 / 小学生 120円
年間パスポート
一般 2400円 / 中高生 1800円 / 小学生 1200円

## アクセス
- 九州旅客鉄道（JR九州）小倉駅より徒歩2分